# Asclepias scheryi
Asclepias scheryi är en oleanderväxtart som beskrevs av R. E. Woodson. Asclepias scheryi ingår i släktet sidenörter, och familjen oleanderväxter. Inga underarter finns listade i Catalogue of Life.